# Stereomyrmex
Stereomyrmex is een geslacht van mieren uit de onderfamilie van de Myrmicinae (Knoopmieren).

## Soorten
- S. anderseni (Taylor, 1991)
- S. dispar (Wheeler, W.M., 1934)
- S. horni Emery, 1901